# Onthophagus tumami
Onthophagus tumami là một loài bọ cánh cứng trong họ Bọ hung (Scarabaeidae).